# Kremena
Kremena falu Horvátországban, Dubrovnik-Neretva megyében. Közigazgatásilag Slivno községhez tartozik.

## Fekvése
Makarskától légvonalban 53, közúton 70 km-re délkeletre, Pločétől légvonalban 11, közúton 21 km-re délkeletre, községközpontjától légvonalban 4, közúton 10 km-re délnyugatra Neretva-folyó deltavidékén fekszik.

## Története
A falu feletti magasabban fekvő területek már ősidők óta lakottak voltak, melyet a Kremena feletti rabai Szent Antal templomtól nyugatra és keletre található illír halomsírok is bizonyítanak.
A török alóli felszabadítás után két hullámban a szomszédos Hercegovinából érkezett horvát ajkú lakosság telepedett itt le. Az első telepesek már 1686-ban megérkeztek és legelőször Opuzen környékét népesítették be. Slivno felszabadítása után népesültek be a slivnoi falvak. A második nagyobb hullám az ún. kis háború (1714-1718) idején érkezett. Már rögtön a felszabadulás után 1689-ben megalapították a slivno ravnoi plébániát. A velencei uralomnak 1797-ben vége szakadt és osztrák csapatok vonultak be Dalmáciába. 1806-ban az osztrákokat legyőző franciák uralma alá került, de Napóleon lipcsei veresége után 1813-ban újra az osztrákoké lett. A településnek 1880-ban 160, 1910-ben 228 lakosa volt. 1918-ban az új szerb-horvát-szlovén állam, majd később Jugoszlávia része lett. A második világháború idején a Független Horvát Állam része volt. A háború után a szocialista Jugoszlávia része lett. A második világháborút követően a Kis-Neretva és a tengerpart mentén több új település is létrejött, miközben a régi, magasabban fekvő települések kiürültek. A településnek 2011-ben 56 állandó lakosa volt.

## Népesség
| Lakosság változása | Lakosság változása | Lakosság változása | Lakosság változása | Lakosság változása | Lakosság változása | Lakosság változása | Lakosság változása | Lakosság változása | Lakosság változása | Lakosság változása | Lakosság változása | Lakosság változása | Lakosság változása | Lakosság változása | Lakosság változása |
| ------------------ | ------------------ | ------------------ | ------------------ | ------------------ | ------------------ | ------------------ | ------------------ | ------------------ | ------------------ | ------------------ | ------------------ | ------------------ | ------------------ | ------------------ | ------------------ |
| 1857               | 1869               | 1880               | 1890               | 1900               | 1910               | 1921               | 1931               | 1948               | 1953               | 1961               | 1971               | 1981               | 1991               | 2001               | 2011               |
| 0                  | 0                  | 160                | 172                | 182                | 228                | 0                  | 0                  | 0                  | 104                | 11                 | 32                 | 0                  | 0                  | 14                 | 56                 |

(1857-ben, 1869-ben, 1921-ben és 1931-ben lakosságát Slivno Ravnohoz, 1948-ban, 1981-ben és 1991-ben pedig Mihaljhoz számították. 1971-ben nem volt állandó lakossága. 2001-ben lett önálló település.)

## Nevezetességei
A Szent Balázs kápolnát családi kápolnaként építtette Mate Bjeliš az I. világháború után. Homlokzata felett három harang számára kialakított harangtorony található.